# Медвежьи лапки (печенье)
 Медвежьи лапки  (чеш. Medvědí tlapky, также medvědí pracky или pracny) — разновидность чешского и словацкого рождественского печенья, которое готовят из теста, содержащего муку, яйца, сахар, сливочное масло, какао и орехи. В тесто также добавляют специи, особенно молотую корицу и гвоздику, часто какао-порошок.
Тесто выпекают в формах, изначально имевших форму лап животных или мочалок, отсюда и название. Другое возможное название — pracny — указывает на определённую трудоёмкость приготовления этого рождественского печенья. Ассортимент формочек очень разнообразен, поэтому печенью можно придать форму разных животных, рулетов или ракушек. После запекания медвежьи лапки сразу вынимают из горячих форм и ещё тёплыми обваливают в сахарной пудре и ванили. Другой вариант — обмакнуть их в шоколад.